# Ulrich Weiss (Chemiker)
Ulrich Weiss (* 24. Januar 1908 in Prag, Österreich-Ungarn; † 15. Juli 1989 in Denpasar, Bali, Indonesien) war ein tschechisch-US-amerikanischer Chemiker.

## Leben
Ulrich Weiss wurde am 24. Januar 1908 in Prag geboren. Er studierte dort Chemie und erlangte bereits mit 22 Jahren seinen Doktortitel.
Als 1939 die Nationalsozialisten die Tschechei annektierten (siehe Protektorat Böhmen und Mähren), flüchtete Ulrich mit seiner Frau Anna Weiss (Tochter von Otto Loewi) nach Brüssel. Nach weiteren Aufenthalten in Belgien und Frankreich kamen Ulrich und Anna Weiss zusammen mit ihrer Tochter Ruth 1941 in New York an. In Bethesda, Maryland, bauten sie sich ein neues Leben auf und 1957 begann Weiss seine Arbeit an den NIH (National Institutes of Health). Dort arbeitete er als Chemiker bis zu seinem Ruhestand 1978, als er zum „Scientist Emeritus“ am National Institute of Diabetes, Digestive and Kidney Diseases (NIDDK) wurde. Am 15. Juli 1989 starb Weiss im Alter von 81 Jahren.

## Wirken
Ulrich Weiss war ein außergewöhnlicher Wissenschaftler und eine Bereicherung für seine Kollegen und Mitarbeiter. Er hatte ein vielfältiges Interesse an der Chemie und ein sehr gutes Gedächtnis, weshalb viele seiner Kollegen von seinem enormen Wissen profitieren konnten. Sein größtes Interesse erweckte die Organische Chemie, die Naturstoff- sowie Kolloidchemie und die Biosynthese von aromatischen Verbindungen.
Er erforschte Morphin, ein Opium-Alkaloid, sowie die Derivate von Morphin und deren Struktur und veröffentlichte seine Ergebnisse zu diesem Thema in über 25 Publikationen.
Als er sich mit der Biosynthese von Aromaten beschäftigte, konnte er die Struktur von Prephensäure, ein wichtiges Intermediat bei der Biosynthese, aufklären. Über diese Entdeckung wurde 1980 ein Buch „The Biosynthesis of Aromatic Compounds“ geschrieben, an dem Weiss mitgearbeitet hat.
Die Synthese von bicyclischen Diketonen, bei der vier Kohlenstoff-Kohlenstoff-Bindungen geknüpft werden, wird nach ihrem Entdecker Weiss-Reaktion genannt.  In der Literatur findet man dafür auch die Bezeichnungen Weiss-Cook-Kondensation, Weiss-Cook-Reaktion und Weiss-Cook-Prozess. Die Reaktion zeichnet sich durch den Einsatz von einfachen Edukten, die zu komplizierten Produkten reagieren, aus.
Insgesamt veröffentlichte Ulrich 130 Publikationen zur organischen Chemie und zu Naturstoffen.
Er war außerdem sehr belesen und kannte sich in den Bereichen Chemie, Botanik, Physiologie von Pflanzen, Mineralien und Fossilien sowie der medizinischen Chemie gut aus.